# Jibing
Jibing (kinesiska: 集兵, 集兵镇) är en köping i Kina. Den ligger i provinsen Hunan, i den södra delen av landet, omkring 130 kilometer söder om provinshuvudstaden Changsha. Antalet invånare är 29806. Befolkningen består av 14 344 kvinnor och 15 462 män. Barn under 15 år utgör 20,0 %, vuxna 15-64 år 72 %, och äldre över 65 år 6,0 %.
Genomsnittlig årsnederbörd är 1 658 millimeter. Den regnigaste månaden är maj, med i genomsnitt 253 mm nederbörd, och den torraste är oktober, med 28 mm nederbörd.